# Asteia multipunctata
Asteia multipunctata är en tvåvingeart som beskrevs av Curtis W. Sabrosky 1939. Asteia multipunctata ingår i släktet Asteia och familjen smalvingeflugor. Inga underarter finns listade i Catalogue of Life.